# ألفرد فارغاس
ألفرد فارغاس هو عارض وسياسي فلبيني، ولد في 24 أكتوبر 1981 في سان خوان ديل مونتي في الفلبين. حزبياً، نشط في لاكاس كامبي ‏.

## روابط خارجية
- ألفرد فارغاس على موقع IMDb (الإنجليزية)
- ألفرد فارغاس على موقع قاعدة بيانات الفيلم (الإنجليزية)